# Sigrid Neiiendam
Sigrid Marie Elisabeth Neiiendam, født Andersen (31. maj 1868 på Gedved Seminarium – 25. januar 1955 på Frederiksberg) var en dansk skuespillerinde, gift med Robert Neiiendam.
Sigrid Neiiendam gennemgik Elevskolen og debuterede 1. september 1891 som Anne Kandstøbers i "Barselstuen" på Det kongelige Teater, som i de følgende sæsoner ikke gav hende lejlighed til kunstnerisk udvikling. Efter 1896 at være brudt igennem på Dagmarteatret ved sin friske og djærve udførelse af den jyske Johanne i "Ungdomsleg", forlod hun scenen og deltog i de følgende år i arbejdet på Rødkilde Højskole, hvor hendes fader var forstander.
Tilskyndet af William Bloch modtog hun 1900 et tilbud fra Folketeatret, og i de følgende 11 sæsoner åbenbarede hun her en frodig og hjertevarm komik i så forskellige roller som den lattermilde Wulfdine i "Thummelumsen", dem djærve Trine i "Tvillinger", den robuste Lensgrevinde i "Den Bestøvlede Kat", den myndige Inger i "Sind" og den fortrykte kone i "Gryden".
I 1911 blev hun atter ansat ved Nationalscenen og uddybede der sin stilfærdige kunst i roller, der sjældent stod i første række, men som hun evnede at individualisere og give et personligt præg, navnlig når det rørende forenes med det komiske (Morgiane i "Aladdin", Madam Smidt i "Affæren", Tante To i "Skærmydsler").
Sigrid Neiiendam var ikke mindst værdifuld for fremstillingen af Ludvig Holbergs komedier (fx Nille i "Erasmus Montanus"; Gunild i "Mester Gert Westphaler"; Magdelone i "Den Stundesløse", Gedske Klokkers og Else David Skolemesters i "Barselstuen";. hendes skuespil heri var ikke af traditionsbevarende, men nyskabende art og understøttedes af hendes solide kendskab til landets ulige dialekter.
I 1943 udkom hendes memoirer "Sigrid Neiiendam fortæller" hos Povl Branner.